# Верх-Ирменский сельсовет
Верх-Ирменский сельсовет — сельское поселение в Ордынском районе Новосибирской области Российской Федерации.
Административный центр — село Верх-Ирмень.

## История
Статус и границы сельского поселения установлены Законом Новосибирской области от 2 июня 2004 года № 200-ОЗ «О статусе и границах муниципальных образований Новосибирской области»

## Население
| 2002  | 2010  | 2012  | 2013  | 2014  | 2015  | 2016  |
| ----- | ----- | ----- | ----- | ----- | ----- | ----- |
| 3669  | ↗3747 | ↗3759 | ↗3794 | ↗3806 | ↘3769 | ↘3716 |
| 2017  | 2018  | 2019  | 2020  | 2021  |       |       |
| ↗3756 | ↗3813 | ↗3861 | ↘3852 | ↘3824 |       |       |

## Состав сельского поселения
| № | Населённый пункт | Тип населённого пункта       | Население |
| - | ---------------- | ---------------------------- | --------- |
| 1 | Верх-Ирмень      | село, административный центр | ↘3123     |
| 2 | Плотниково       | деревня                      | ↘394      |
| 3 | Поперечное       | деревня                      | ↗230      |